# Németh S. Katalin
Németh S. Katalin (Celldömölk, 1950. július 24.) irodalomtörténész, könyvtáros.

## Élete

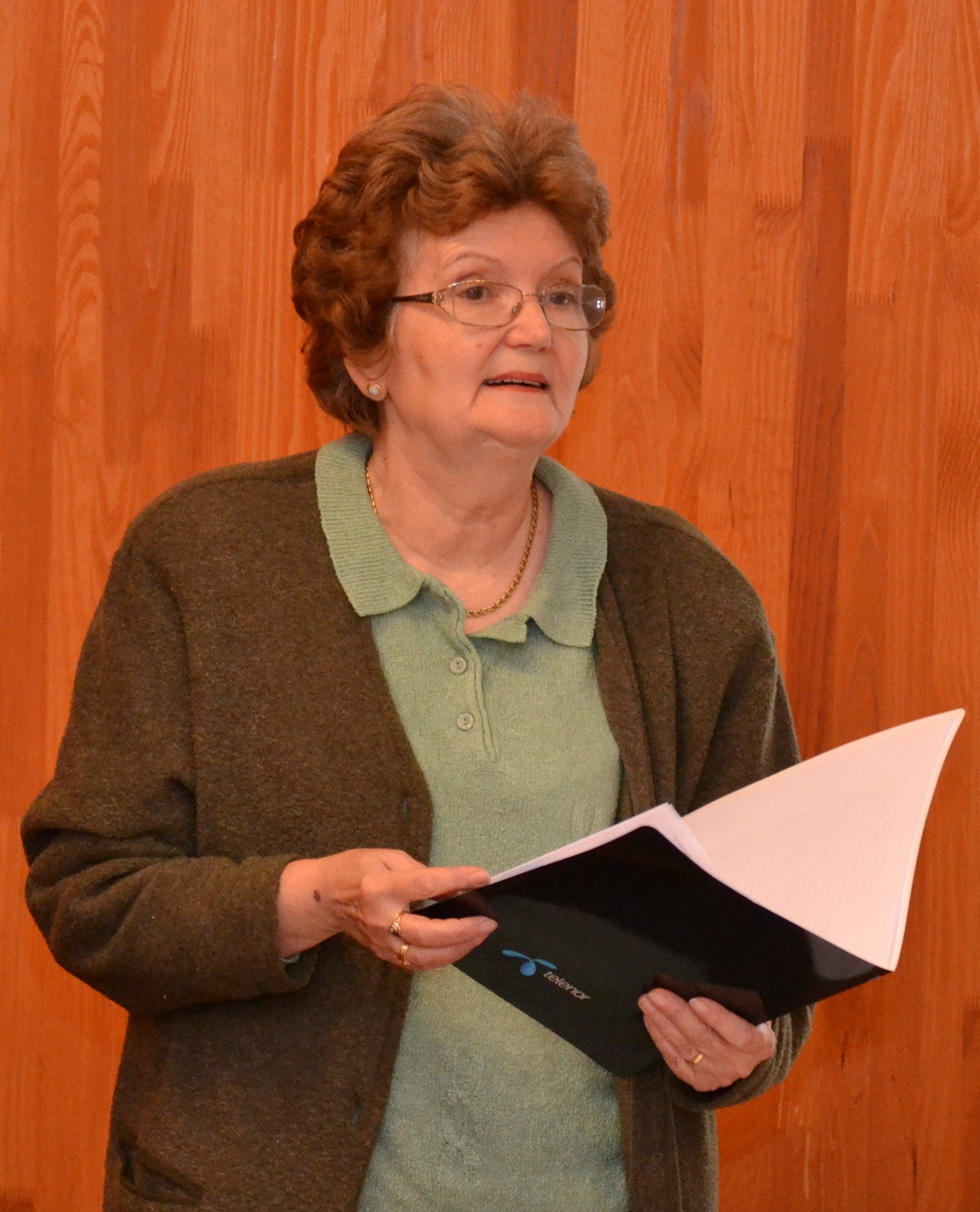
2012-ben

Szülei Németh Lajos magyar–német–történelem szakos tanár, a celli gimnázium igazgatóhelyettese és Németh Katalin az MNB főelőadója voltak.
A Szegedi Tudományegyetemen végzett. Előbb egyetemi doktor, majd 1998-tól az MTA irodalomtudományok kandidátusa. 1985-2005 között évente ösztöndíjas Wolfenbüttelben.
Előbb az Országos Széchényi Könyvtárban dolgozott, majd a Magyar Tudományos Akadémia Irodalomtudományi Intézet Reneszánsz Osztályának és Eötvös Könyvtárának tudományos főmunkatársa. 16–17. századi magyar-német irodalmi kapcsolatokkal, német útleírásokkal Magyarországról és hungarika-kutatással foglalkozott.
A Comenius Jahrbuch (Berlin) szerkesztőségi tanácsának tagja, illetve az MTA Művelődéstörténeti Bizottság Könyvtörténeti Munkabizottságának tagja.

## Elismerései
- 2006 Kresznerics Ferenc-díj
- 2018 Tarnai Andor-díj

## Művei
- 1981 Válaszúti György: A Pécsi Disputa. Szövegkiadás.
- 1989 Székely László: Bétsi utazásomról.
- 1993 Ungarische Drucke und Hungarica 1480–1720. Katalog der Herzog August Bibliothek Wolfenbüttel.
- 1993 Antike Rezeption und nationale Identität in der Renaissance. (tszerk.)
- 2002 Utazások Erdélyben és Magyarországon (Veit Marchthaler: Ungarische Sachen, 1588). Irodalomtörténeti Közlemények 106, 3–23.
- 2014 Magyar dolgokról - Magyar-német kapcsolattörténeti tanulmányok.